# Bruciana pediger
Bruciana pediger is een krabbensoort uit de familie van de Xanthidae. De wetenschappelijke naam van de soort is voor het eerst geldig gepubliceerd in 1898 door Alcock.